# Oxelösund
Oxelösund este un oraș în Suedia.

## Demografie
| \| Evoluția demografică a zonei urbane Oxelösund, 1970–2015 \| Evoluția demografică a zonei urbane Oxelösund, 1970–2015 \| Evoluția demografică a zonei urbane Oxelösund, 1970–2015 \| Evoluția demografică a zonei urbane Oxelösund, 1970–2015 \| Evoluția demografică a zonei urbane Oxelösund, 1970–2015 \| \| --------------------------------------------------------------------------------------- \| -------------------------------------------------------- \| -------------------------------------------------------- \| -------------------------------------------------------- \| -------------------------------------------------------- \| \| An \| \| \| Locuitori \| \| \| 1970 \| 1970 \| \| 15.085 \| 15.085 \| \| 1975 \| 1975 \| \| 13.862 \| 13.862 \| \| 1980 \| 1980 \| \| 14.084 \| 14.084 \| \| 1990 \| 1990 \| \| 12.873 \| 12.873 \| \| 1995 \| 1995 \| \| 11.598 \| 11.598 \| \| 2000 \| 2000 \| \| 10.680 \| 10.680 \| \| 2005 \| 2005 \| \| 10.843 \| 10.843 \| \| 2010 \| 2010 \| \| 10.870 \| 10.870 \| \| 2015 \| 2015 \| \| 11.157 \| 11.157 \| \| Sursa: SCB - Statistika Centralbyrån, Folkmängden per tätort. Vart femte år 1960 - 2016 \| \| \| \| \| |      |  |           |        |
| Evoluția demografică a zonei urbane Oxelösund, 1970–2015 |      |  |           |        |
| An |      |  | Locuitori |        |
| 1970 | 1970 |  | 15.085    | 15.085 |
| 1975 | 1975 |  | 13.862    | 13.862 |
| 1980 | 1980 |  | 14.084    | 14.084 |
| 1990 | 1990 |  | 12.873    | 12.873 |
| 1995 | 1995 |  | 11.598    | 11.598 |
| 2000 | 2000 |  | 10.680    | 10.680 |
| 2005 | 2005 |  | 10.843    | 10.843 |
| 2010 | 2010 |  | 10.870    | 10.870 |
| 2015 | 2015 |  | 11.157    | 11.157 |
| Sursa: SCB - Statistika Centralbyrån, Folkmängden per tätort. Vart femte år 1960 - 2016 |      |  |           |        |